# Розп'яття і Страшний суд (диптих)
40°46′46″ пн. ш. 73°57′47″ зх. д. / 40.77945° пн. ш. 73.96311° зх. д.

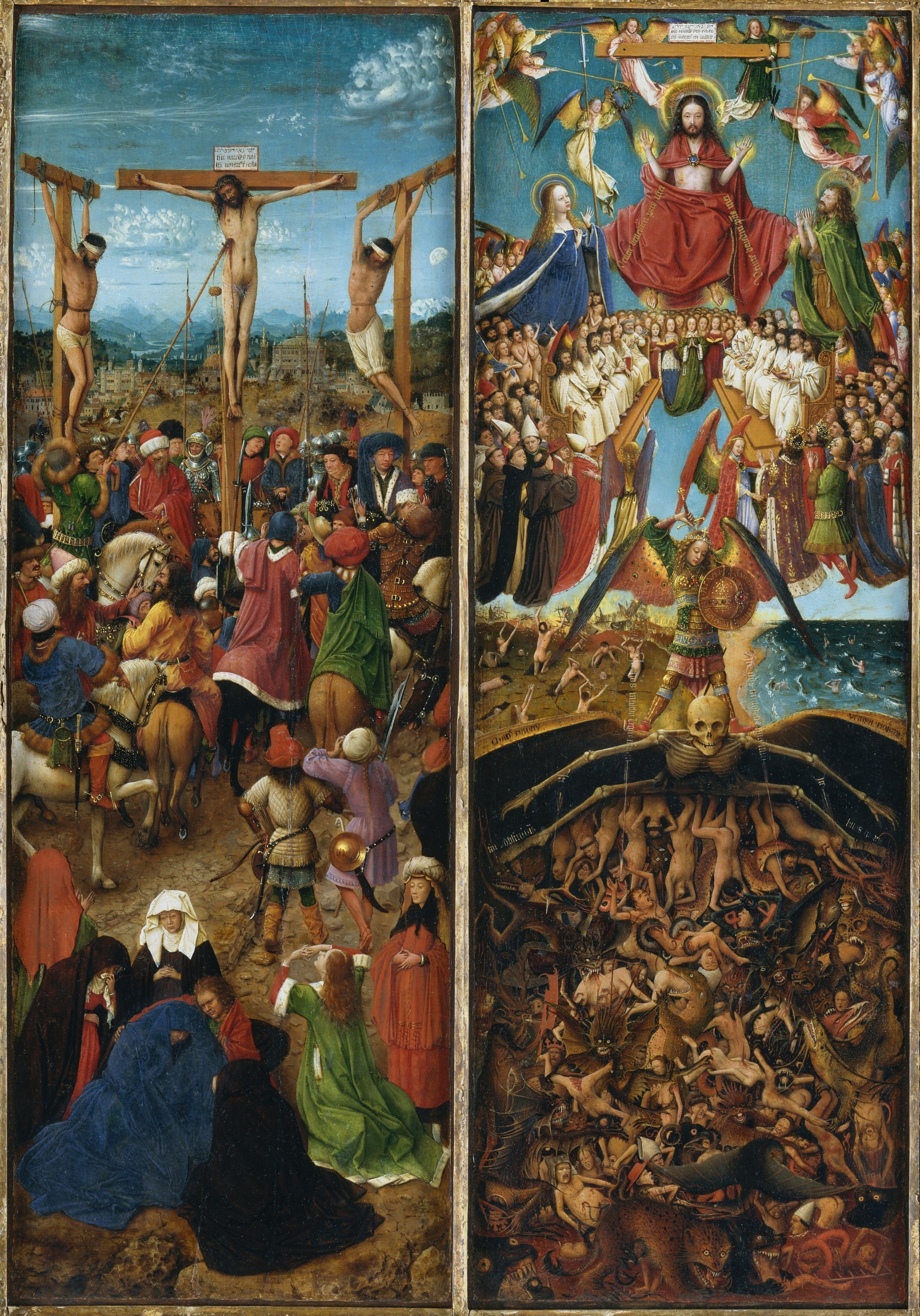

Розп'яття і Страшний суд (або Диптих з Голгофою і Страшним Судом) — картина- диптих  нідерландського художника періоду Раннього нідерландського живопису Яна ван Ейка.

## Короткий опис
Картина складається з двох невеликих панно і належить пензлю нідерландського художника періоду Раннього нідерландського живопису Яна ван Ейка, деякі ділянки якої закінчували невідомі послідовники художника або працівники його майстерні. Цей диптих є одним із ранніх прикладів станкового живопису, так званого - Північного Відродження, і відомий як своєю складною і детальною іконографією, так і завдяки технічній майстерності щодо його завершення. Диптих виконаний у мініатюрному форматі: панно мають всього 56,5 см у висоту і 19,7 см у ширину. Диптих, імовірно, був зроблений на замовлення, і для особистих молитов і приватного володіння.
Ліва частина диптиха зображує Розп'яття. На передньому плані цієї частини картини зображені скорботні послідовники Христа, в середині — солдати і глядачі, у верхній частині картини промальовані три розіп'ятих тіла. Сцена оформлена під блакитним небом з видом Єрусалиму, що відкривається на відстані . Права частина зображує сцени, пов'язані зі Страшним судом: пекло в нижній частині картини, воскреслі мертві, що знаходяться в очікуванні суду, у її центральній частині і Спас у силах в деісусному оточенні: святих, апостолів, духовенства, незайманих і дворянства — у її верхній частині . Деякі ділянки картини мають написи грецькою, латиною та івритом . Оригінальні позолочені рами містять уривки з Біблії латиною, взяті з книги Ісаї, Второзаконня та Одкровення. Згідно даті, зазначеній російською мовою на їх зворотному боці, панно були перенесені з дерева на полотно в 1867 році.
Найраніші зі збережених згадок про картину відносяться до 1841 року, коли науковці вважали, що два панно були частинами втраченого триптиха. Музей Метрополітен придбав диптих 1933 року. У той час створення картини приписувалося братові Яна Хуберта, оскільки ключові моменти картини, як вважалося, нагадували сторінки з Турино-Міланського часослова, автором якого тоді вважався Хуберт. На основі оцінки техніки і стилю одягу фігур більшість сучасних вчених вважають, що панно є пізньою роботою Яна ван Ейка, виконаною на початку 1430-х років і закінченою після його смерті. Інші мистецтвознавці вважають, що ван Ейк створив панно на початку 1420-х років і пояснюють слабкі місця в них відносною недосвідченістю молодого ван Ейка .

## Галерея

### Ліва панель

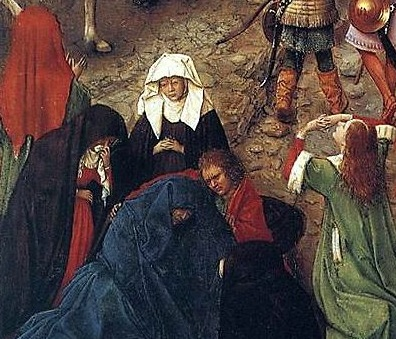
Плакальниці на передньому плані.
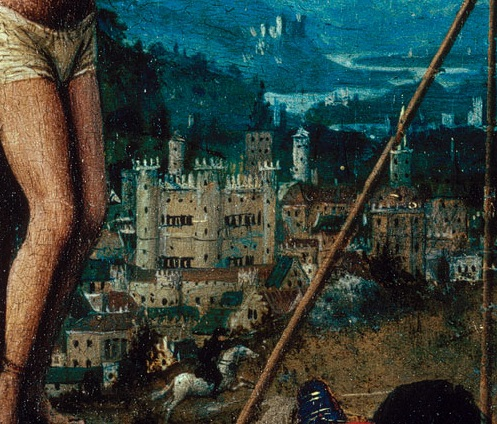
Пейзаж Єрусалима за хрестом.
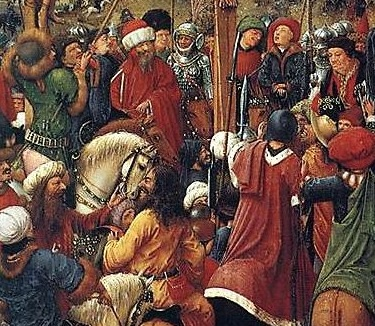
Натовп глядачів у східному вбранні.

### Права панель

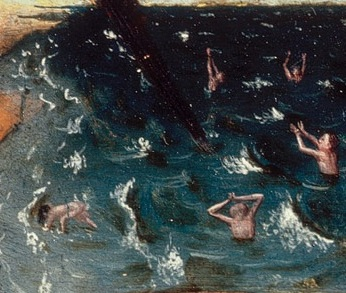
Праворуч від Святого Михаїла потопельники йдуть до Страшоного суду.
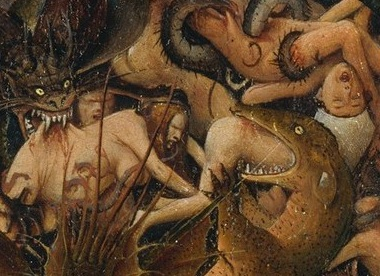
Демон розриває плоть пишногрудої жінки, а інший ящіркоподібний демон пожирає чоловіка.
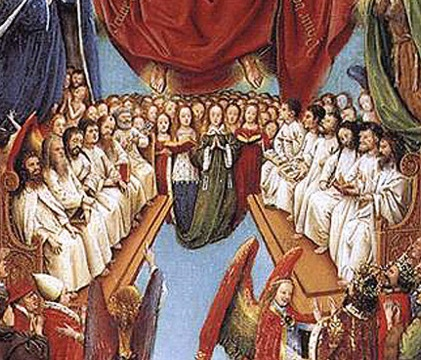
Свита воскреслого Ісуса. Мистецтвознавці припускають, що цей фрагмент був розроблений ван Ейком, але виконаний не ним особисто, а одним із художників його майстерні.